# Mathias Dahl Abelsen
Mathias Dahl Abelsen (Sortland, 4 agosto 1994) è un giocatore di calcio a 5 e calciatore norvegese, intermedio del Vesterålen e centrocampista del Sortland.

## Carriera

### Club
Dahl Abelsen ha vestito la maglia del Sortland, squadra della sua città militante nella 3. divisjon, quarto livello calcistico del campionato norvegese. Ha giocato in prima squadra dal 2011 al 2013.
Il 6 febbraio 2014, l'Alta ha annunciato d'aver ingaggiato Dahl Abelsen, con il giocatore che ha firmato un contratto triennale con il nuovo club. Ha esordito in 1. divisjon in data 21 aprile, subentrando ad Håvard Nome nel pareggio casalingo per 2-2 contro il Sandefjord. Il 24 aprile ha segnato la prima rete in squadra, nel successo per 1-4 maturato sul campo del Bossekop. Nella sua prima stagione in forza al club, ha totalizzato 22 presenze e una rete, con l'Alta che è retrocesso in 2. divisjon in virtù del 13º posto finale in classifica.
Il 27 aprile 2015 ha realizzato le prime reti in campionato con questa maglia, con una doppietta nella vittoria casalinga per 7-1 sul Lillestrøm 2. Al termine dell'annata, Dahl Abelsen ha totalizzato 27 presenze e 6 reti, con l'Alta che ha chiuso il proprio raggruppamento al 6º posto.
Il 23 febbraio 2017 è stato reso noto che il Tromsdalen – neopromosso in 1. divisjon – aveva ingaggiato Dahl Abelsen, con un contratto biennale.
Il 26 gennaio 2019 è stato reso noto il suo passaggio allo Skeid, neopromosso in 1. divisjon: si è legato al club con un accordo annuale.
Il 4 agosto 2019 è passato al Mjølner.
Il 16 gennaio 2020 è stato ingaggiato dall'Øygarden.
Il 29 settembre 2020 ha fatto ritorno all'Alta, a cui si è legato fino al 31 dicembre 2021.

### Nazionale
Il 25 novembre 2015, Dahl Abelsen è stato convocato per la prima volta dalla Nazionale di calcio a 5 della Norvegia per le partite da disputarsi contro Romania, Portogallo e Polonia rispettivamente il 10, 11 e 13 dicembre, tutte valide per le qualificazioni alla Coppa del Mondo 2016. Il 10 dicembre ha così effettuato il proprio debutto, nella sconfitta per 5-1 contro la compagine rumena.

## Statistiche

### Presenze e reti nei club
Statistiche aggiornate al 4 aprile 2024.
| Stagione          | Club              | Campionato        | Campionato | Campionato | Coppe nazionali | Coppe nazionali | Coppe nazionali | Coppe continentali | Coppe continentali | Coppe continentali | Supercoppe | Supercoppe | Supercoppe | Totale | Totale |
| Stagione          | Club              | Comp              | Pres       | Reti       | Comp            | Pres            | Reti            | Comp               | Pres               | Reti               | Comp       | Pres       | Reti       | Pres   | Reti   |
| ----------------- | ----------------- | ----------------- | ---------- | ---------- | --------------- | --------------- | --------------- | ------------------ | ------------------ | ------------------ | ---------- | ---------- | ---------- | ------ | ------ |
| 2011              | Sortland          | 3D                | ?          | ?          | CN              | ?               | ?               | -                  | -                  | -                  | -          | -          | -          | ?      | ?      |
| 2012              | Sortland          | 3D                | 12         | 3          | CN              | 0               | 0               | -                  | -                  | -                  | -          | -          | -          | 12     | 3      |
| 2013              | Sortland          | 3D                | 21         | 11         | CN              | 0               | 0               | -                  | -                  | -                  | -          | -          | -          | 21     | 11     |
| 2014              | Alta              | 1D                | 21         | 0          | CN              | 1               | 1               | -                  | -                  | -                  | -          | -          | -          | 22     | 1      |
| 2015              | Alta              | 2D                | 26         | 6          | CN              | 1               | 0               | -                  | -                  | -                  | -          | -          | -          | 27     | 6      |
| 2016              | Alta              | 2D                | 25         | 9          | CN              | 3               | 1               | -                  | -                  | -                  | -          | -          | -          | 28     | 10     |
| 2017              | Tromsdalen        | 1D                | 29         | 5          | CN              | 2               | 1               | -                  | -                  | -                  | -          | -          | -          | 31     | 6      |
| 2018              | Tromsdalen        | 1D                | 29         | 2          | CN              | 2               | 0               | -                  | -                  | -                  | -          | -          | -          | 31     | 3      |
| Totale Tromsdalen | Totale Tromsdalen | Totale Tromsdalen | 58         | 7          |                 | 4               | 1               |                    | -                  | -                  |            | -          | -          | 62     | 8      |
| gen.-ago. 2019    | Skeid             | 1D                | 4          | 0          | CN              | 2               | 1               | -                  | -                  | -                  | -          | -          | -          | 6      | 1      |
| ago.-dic. 2019    | Mjølner           | 2D                | 0          | 0          | CN              | -               | -               | -                  | -                  | -                  | -          | -          | -          | 0      | 0      |
| gen.-set. 2020    | Øygarden          | 1D                | 9          | 0          | -               | -               | -               | -                  | -                  | -                  | -          | -          | -          | 9      | 0      |
| set.-dic. 2020    | Alta              | 2D                | 5          | 0          | -               | -               | -               | -                  | -                  | -                  | -          | -          | -          | 5      | 0      |
| 2021              | Alta              | 2D                | 26         | 5          | CN              | 3               | 0               | -                  | -                  | -                  | -          | -          | -          | 29     | 5      |
| 2022              | Alta              | 2D                | 26         | 7          | CN              | 2               | 2               | -                  | -                  | -                  | -          | -          | -          | 29     | 9      |
| 2023              | Alta              | 2D                | 26         | 10         | CN              | 3               | 1               | -                  | -                  | -                  | -          | -          | -          | 29     | 11     |
| Totale Alta       | Totale Alta       | Totale Alta       | 155        | 37         |                 | 13              | 5               |                    | -                  | -                  |            | -          | -          | 168    | 42     |
| 2024              | Sortland          | 4D                | 0          | 0          | CN              | 2               | 1               | -                  | -                  | -                  | -          | -          | -          | 2      | 1      |
| Totale Sortland   | Totale Sortland   | Totale Sortland   | 33+        | 14+        |                 | ?               | ?               |                    | -                  | -                  |            | -          | -          | 33+    | 14+    |
| Totale            | Totale            | Totale            | 259+       | 58+        |                 | 21+             | 8+              |                    | -                  | -                  |            | -          | -          | 280+   | 66+    |